# دايفيد درير
دايفيد درير (بالإنجليزية: David Dreier)‏ (و. 1952  م) هو سياسي، وشخصية أعمال أمريكي، ولد في كانزاس سيتي، ميزوري، هو عضوٌ الحزب الجمهوري.

## مناصب
تولى منصب عضو مجلس النواب الأمريكي (5 يناير 2011–3 يناير 2013)
- عضو مجلس النواب الأمريكي (6 يناير 2009–3 يناير 2011)[5]
- عضو مجلس النواب الأمريكي (4 يناير 2007–3 يناير 2009)[5]
- عضو مجلس النواب الأمريكي (4 يناير 2005–3 يناير 2007)[5]
- عضو مجلس النواب الأمريكي (7 يناير 2003–3 يناير 2005)[5]
- عضو مجلس النواب الأمريكي (3 يناير 2001–3 يناير 2003)[5]
- عضو مجلس النواب الأمريكي (6 يناير 1999–3 يناير 2001)[5]
- عضو مجلس النواب الأمريكي (7 يناير 1997–3 يناير 1999)[5]
- عضو مجلس النواب الأمريكي (4 يناير 1995–3 يناير 1997)[5]
- عضو مجلس النواب الأمريكي (5 يناير 1993–3 يناير 1995)[5]
- عضو مجلس النواب الأمريكي (3 يناير 1991–3 يناير 1993)[5]
- مندوب  [لغات أخرى]‏ (1978–1980)[5]
- مندوب  [لغات أخرى]‏ (1976–1976)[5]
- عضو مجلس النواب الأمريكي

.

## التعليم
تعلم في جامعة كلاريمونت للدراسات العليا ‏، وتحصل منها على ماجستير في الآداب (حتى 1976)، وتعلم في كلية كليرمونت ماكينا ‏، وتحصل منها على بكالوريوس في الفنون (حتى 1975)، وتعلم في The Principia ‏
.